# Carolina Vásquez de Ospina
Carolina Vásquez de Ospina (Medellín, 4 de diciembre de 1869 - Medellín, 12 de mayo de 1955) fue una empresaria colombiana, primera dama de Colombia entre 1922 y 1926 por su matrimonio con el presidente Pedro Nel Ospina.

## Biografía
Carolina Vásquez Uribe nació en Medellín, parte de una importante familia de políticos y empresarios de Colombia. Es considerada como una importante promotora de la colonización del suroeste antioqueño.
Primero, heredó algunas haciendas propiedad de su abuelo, Pedro Vásquez Calle. En 1922 su esposo, el político conservador Pedro Nel Ospina, se convirtió en Presidente de Colombia, y por consiguiente, Vásquez Uribe fue la primera dama de ese país hasta 1926. A la muerte de su marido, en 1927, heredó sus negocios, convirtiéndose en propietaria de, entre otras propiedades, de la hacienda ganadera Marta Magdalena, cerca a Montería. En 1933 sumó también la herencia de su padre, Eduardo Vásquez Jaramillo; el mismo año, compró la totalidad de las acciones de la Sociedad Agrícola del Sinú, una de las mayores empresas ganaderas del momento.
En 1948 fundó las sociedades Edificio Vásquez S.A. y Ganados e Inversiones Ltda, las cuales poseían acciones en múltiples empresas, entre ellas Acerías Paz del Río S.A.. También invirtió fuertemente en la construcción de viviendas en Bogotá.
En 1940 se convirtió en accionista mayoritaria de la importante Compañía del Hotel Nutibara. Según la Oficina de Impuestos de Medellín, para 1942 era la persona más rica de la ciudad, con un capital de $1.651.240.

### Familia
Vásquez Uribe era la única hija, y por consiguiente su heredera, del político y empresario Eduardo Vásquez Jaramillo, acaudalado magnate que llegó a ser gobernador de Antioquia, y de Elena Uribe Uribe. Su abuelo fue el empresario Pedro Vásquez Calle, empresario de la primera mitad del siglo XIX, y su tía fue Enriqueta Vásquez Jaramillo, esposa del presidente Mariano Ospina Rodríguez.